# Trigoniulus squamosus
Trigoniulus squamosus är en mångfotingart som beskrevs av Carl 1912. Trigoniulus squamosus ingår i släktet Trigoniulus och familjen Trigoniulidae. Inga underarter finns listade i Catalogue of Life.